# تشراغ تبة سفلي
تشراغ‌ تبة سفلي هي قرية في مقاطعة تكاب، إيران. عدد سكان هذه القرية هو 648 في سنة 2006.